# Marymont
Marymont (nome ufficiale: A19 Marymont) è una stazione della linea M1 della metropolitana di Varsavia. È stata inaugurata nel 2006.